# Aglaothorax diminutiva
Aglaothorax diminutiva är en insektsart som först beskrevs av Rentz, D.C.F. och Birchim 1968.  Aglaothorax diminutiva ingår i släktet Aglaothorax och familjen vårtbitare.

## Underarter
Arten delas in i följande underarter:
- A. d. constrictans
- A. d. dactyla
- A. d. diminutiva
- A. d. malibu